# Ośrodek Zapasowy Artylerii Ciężkiej nr 1
Ośrodek Zapasowy Artylerii Ciężkiej nr 1 – oddział artylerii Wojska Polskiego II RP z okresu kampanii wrześniowej.
Ośrodek Zapasowy Artylerii Ciężkiej nr 1 nie występował w pokojowej organizacji Wojska Polskiego. Był jednostką formowaną zgodnie z planem mobilizacyjnym „W” w Chełmie Lubelskim, w II rzucie mobilizacji powszechnej. Jednostką mobilizującą był 2 pułk artylerii ciężkiej.

## Historia i formowanie
W ramach mobilizacji powszechnej w jej II rzucie z kadry i nadwyżek rezerwistów 2 pułku artylerii ciężkiej, 1 pułku artylerii ciężkiej, 3 pułku artylerii ciężkiej i 9 pułku artylerii ciężkiej sformowano Ośrodek Zapasowy Artylerii Ciężkiej nr 1. Ośrodek ten miał za zadanie przeszkolenie uzupełnień i formowanie baterii marszowych dla: 1, 2, 3 i 9 pułku artylerii ciężkiej i jednostek zmobilizowanych przez nich tj. 1, 3, 8, 9, 13, 18, 19, 20, 27, 28, 30 i 46, 47, 98 dywizjonów artylerii ciężkiej. 
Etat OZAC nr 1 w/g planu mobilizacyjnego przewidywał:
- dowództwo ośrodka,
- bateria gospodarcza,
- bateria łączności,
- 1 bateria armat 105 mm typ A
- 1 bateria haubic 155 mm typ A
- 2 bateria armat 105 mm typ B
- 2 bateria haubic 155 mm typ B[2].

## Działania we wrześniu 1939
Planowany termin gotowości dla Ośrodka przewidywano na 10 września. Przy czym do 5 i 6 września trwał pobór koni, wozów i uprzęży. Oprócz będącego na miejscu Oddziału Zbierania Nadwyżek 2 pac pod dowództwem mjr. Szymańskiego, do Ośrodka sukcesywnie dołączały OZN z 1 pac, 9 pac i 9 września z 3 pac  w sile ok. 900 żołnierzy pod dowództwem kpt. Henryka Giedroycia. Prowadzono prace organizacyjne, część żołnierzy OZAC nr 1 posiadała pełne uzbrojenie i wyposażenie. Miasto było codziennie bombardowane przez lotnictwo niemieckie. Ośrodek poniósł straty w zabitych i rannych żołnierzach. W nocy 11/12 września OZAC nr 1 wyruszył w marsz pieszy w trzech kolumnach z uwagi na zagrożenie atakami lotniczymi. Maszerował poprzez Horodło do Włodzimierza Wołyńskiego. Zabrano z koszar 2 pac w Chełmie 4  armaty 105 mm i 2 haubice 155 mm, ale bez amunicji. W trakcie zbliżania się do Włodzimierza kolumny Ośrodka zostały ostrzelane przez artylerię niemiecką, wybuchła panika w wyniku czego część żołnierzy rozbiegła się. Z uwagi na walki w rejonie Włodzimierza Woł. z niemiecką 4 Dywizją Lekką, OZAC nr 1 odmaszerował do Łucka, a działa załadowano na lory kolejowe i przewieziono je do Łucka. 17 września w rejonie Torczyna, dotarła do Ośrodka informacja o agresji sowieckiej. Dowódca Ośrodka rozkazał zwolnić do domów żołnierzy narodowości ukraińskiej, wypłacając im żołd i odbierając uzbrojenie. Tego dnia ppłk Jan Michalik, oddalił się z Ośrodka z nieznanych powodów. Dowództwo przejął mjr Szymański z 2 pac, który Ośrodek odprowadził do Włodzimierza. 
Żołnierze ośrodka toczyli potyczki z dywersantami ukraińskimi ostrzeliwującymi maszerującą kolumnę. 19 września pozostałość Ośrodka dotarła do Włodzimierza, stoczono potyczkę z dywersantami rabującymi w mieście. Po noclegu w koszarach 23 pułku piechoty we Włodzimierzu sformowano oddział konny artylerzystów pod dowództwem ppor. rez. Witolda Pomirskiego, celem pacyfikowania dywersji ukraińskiej. Część tej grupy podczas marszu do koszar Wołyńskiej Szkoły Podchorążych Rezerwy Artylerii, została zaskoczona i dostała się do niewoli sowieckiej. Druga 350 osobowa grupa żołnierzy kpt. Jaworowicza pomaszerował do Kowla, skąd transportem kolejowym z zawartością broni, grupa dotarła do Małoryty i weszła w skład Samodzielnej Grupy Operacyjnej „Polesie” w jej składzie walczyła, aż do dnia 5 października pod Kockiem. Po wkroczeniu wojsk sowieckich do Włodzimierza 20 września pozostałość oddziału odmaszerowała spiesznie w kierunku Chełma. Dołączyła 23 września do Grupy „Chełm” płk. dypl. Władysława Płonki. Część jako oddział rozpoznawczy na koniach kpt. Petrulewicza i  ppor. Pomirskiego, reszta jako pododdział pieszy. Walczył w tej grupie pod Trawnikami, Krasnymstawem i Dzwolą, kapitulując 2 października pod Andrzejówką przed wojskami sowieckimi.

## Obsada personalna OZAC nr 1
Dowódca Ośrodka - ppłk Jan Michalik
Zastępca dowódcy Ośrodka - mjr Szymański